# Anschlag auf die Nord-Stream-Pipelines

Lage der vier Sprengungen

Am 26. September 2022 wurde mit vier Sprengungen ein Anschlag auf die Nord-Stream-Pipelines verübt. Dabei wurden beide Stränge von Nord Stream 1 und einer von zwei Strängen von Nord Stream 2 abschnittsweise zerstört. Die Nord-Stream-Pipelines liegen am Grund der Ostsee und dienten dem Transport von Erdgas von Russland nach Deutschland, waren aber zum Zeitpunkt des Anschlags nicht mehr in Betrieb.
Dänische, schwedische und deutsche Behörden nahmen Ermittlungen wegen Sabotage auf; sowohl NATO-Staaten als auch Russland gehen von einem Anschlag aus. Die Täter hinter dem Anschlag sind bisher nicht abschließend ermittelt. Es wurden zahlreiche widersprüchliche Spekulationen geäußert.

## Entdeckung und Lage der Sprengungen

Vorher-Nachher-Vergleich des Lecks durch Fotos des Satelliten Sentinel-2 (30. September 2022 und 3. Oktober 2022)

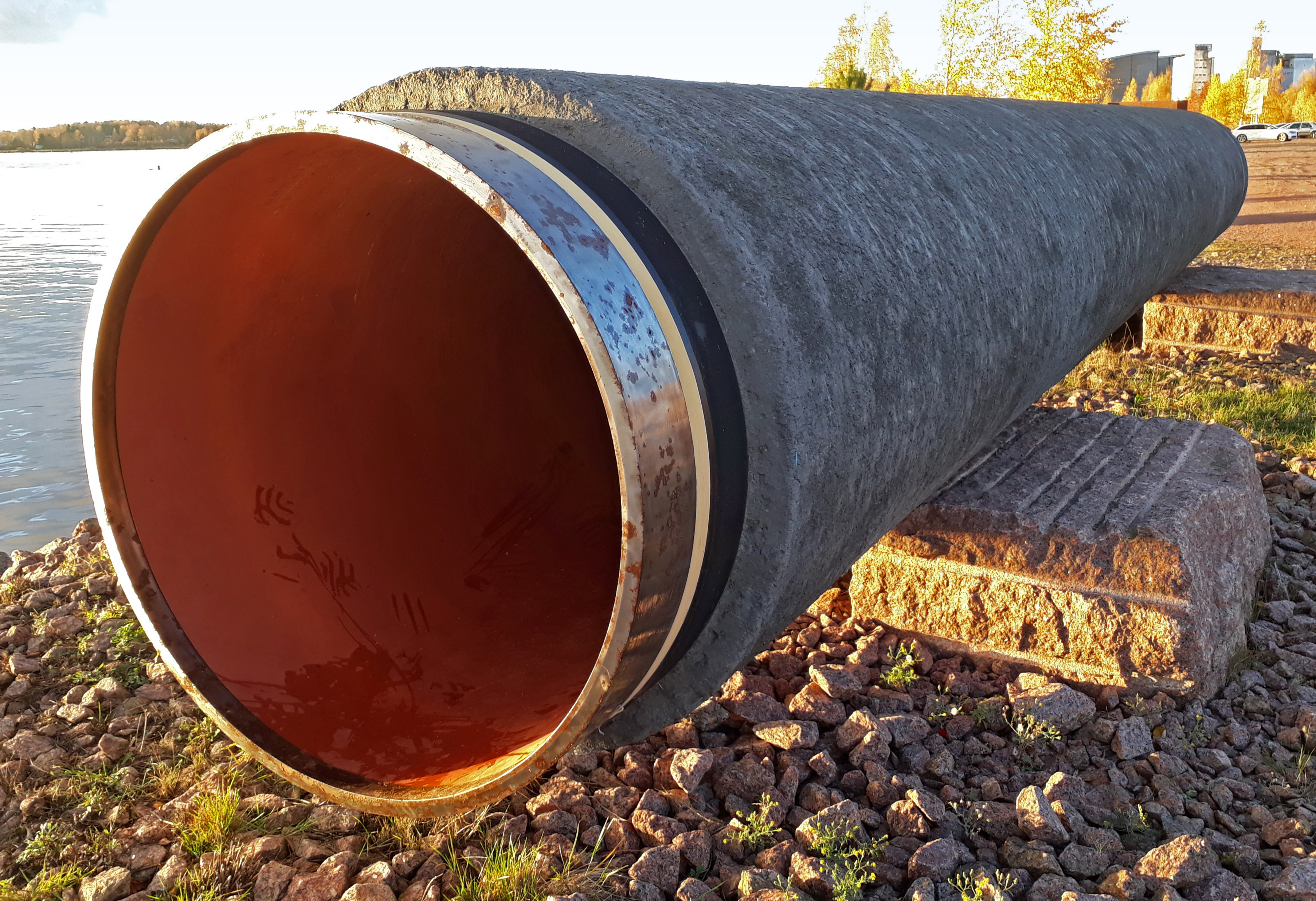
Die Pipelineröhren bestehen aus mehrere Zentimeter dickem Stahl und sind zusätzlich mit einer Betonummantelung geschützt.

In der Nacht zum 26. September 2022 wurde zunächst ein unerwarteter Druckverlust in Strang A von Nord Stream 2 gemeldet. Am Abend des 26. September wurde dies auch in beiden Strängen von Nord Stream 1 registriert.
Ursächlich für den Druckverlust waren vier Explosionen, die seismographisch aufgezeichnet worden waren. Die erste Explosion ließ um 02:03 Uhr den Strang A von Nord Stream 2, etwa 12 Seemeilen südöstlich der dänischen Insel Bornholm, bersten. An drei weiteren Stellen wurden die Pipelines am selben Tag um 19:03 Uhr zwischen Bornholm und Öland gesprengt. Betroffen waren die beiden Stränge von Nord Stream 1 und erneut Strang A von Nord Stream 2; letzteres wurde erst am 29. September 2022 bemerkt. Somit blieb Strang B von Nord Stream 2 als einziger der vier Pipelines weiterhin intakt.
Die zerstörten Abschnitte lagen in 70 bis 80 Metern Tiefe und haben zueinander einen Abstand zwischen 1 und 40 Seemeilen. Eine der Nord-Stream-1-Röhren wurde auf einer Länge von 250 Metern zerstört, der betroffene Nord-Stream-2-Strang hat noch größere Schäden davongetragen. In einem Umkreis von etwa einem Kilometer Durchmesser schäumte über den Lücken tagelang Methangas an die Wasseroberfläche, wodurch sich die Wasseroberfläche nach oben wölbte. Dieser Effekt wurde in bis zu 500 Metern Horizontalentfernung von den vier Berststellen beobachtet, von denen sich jeweils zwei in den ausschließlichen Wirtschaftszonen Dänemarks beziehungsweise Schwedens knapp außerhalb der Hoheitsgewässer befinden.
Die seismologische Auswertung ergab später, dass das zum Druckabfall bei Nord Stream 2 passende Ereignis um 02:03 Uhr MESZ eine Stärke von 2,3 und die drei Ereignisse um 19:03 Uhr eine Stärke von jeweils 2,1 hatten. Die deutschen Sicherheitsbehörden vermuteten, dass dafür hochwirksame Sprengsätze mit einer Sprengwirkung von etwa 500 Kilogramm TNT eingesetzt worden seien.
| Pipeline      | Strang   | Lage des Lecks                                                                 | Zeitpunkt der Explosion       |
| ------------- | -------- | ------------------------------------------------------------------------------ | ----------------------------- |
| Nord Stream 2 | Strang A | 54° 52′ 36″ N, 15° 24′ 36″ O, südöstlich von Bornholm, in der AWZ Dänemarks    | 26. September 2022, 02:03 Uhr |
| Nord Stream 2 | Strang A | 55° 32′ 27″ N, 15° 46′ 28,2″ O, nordöstlich von Bornholm, in der AWZ Schwedens | 26. September 2022, 19:03 Uhr |
| Nord Stream 1 | Strang A | 55° 33′ 24″ N, 15° 47′ 18″ O, nordöstlich von Bornholm, in der AWZ Schwedens   | 26. September 2022, 19:03 Uhr |
| Nord Stream 1 | Strang B | 55° 32′ 6″ N, 15° 41′ 54″ O, nordöstlich von Bornholm, in der AWZ Dänemarks    | 26. September 2022, 19:03 Uhr |

## Geopolitischer Kontext
Die Explosionen ereigneten sich in einer Zeit, in der die geo- und energiepolitische Situation zwischen Russland, Europa und den USA nach einer jahrelangen Zuspitzung äußerst angespannt war. 2014 annektierte Russland völkerrechtswidrig die ukrainische Halbinsel Krim und läutete damit den Krieg in der Ukraine ein, weshalb der Beschluss der damaligen deutschen Bundesregierung, ab 2015 Nord Stream 2 zu bauen, national und international umstritten war. Kritik kam von den Europäischen Partnern, aber vor allem von den USA, und nach dem Anschlag auf den Regimekritiker Alexej Nawalny im Jahr 2020 mehrten sich die kritischen Stimmen.

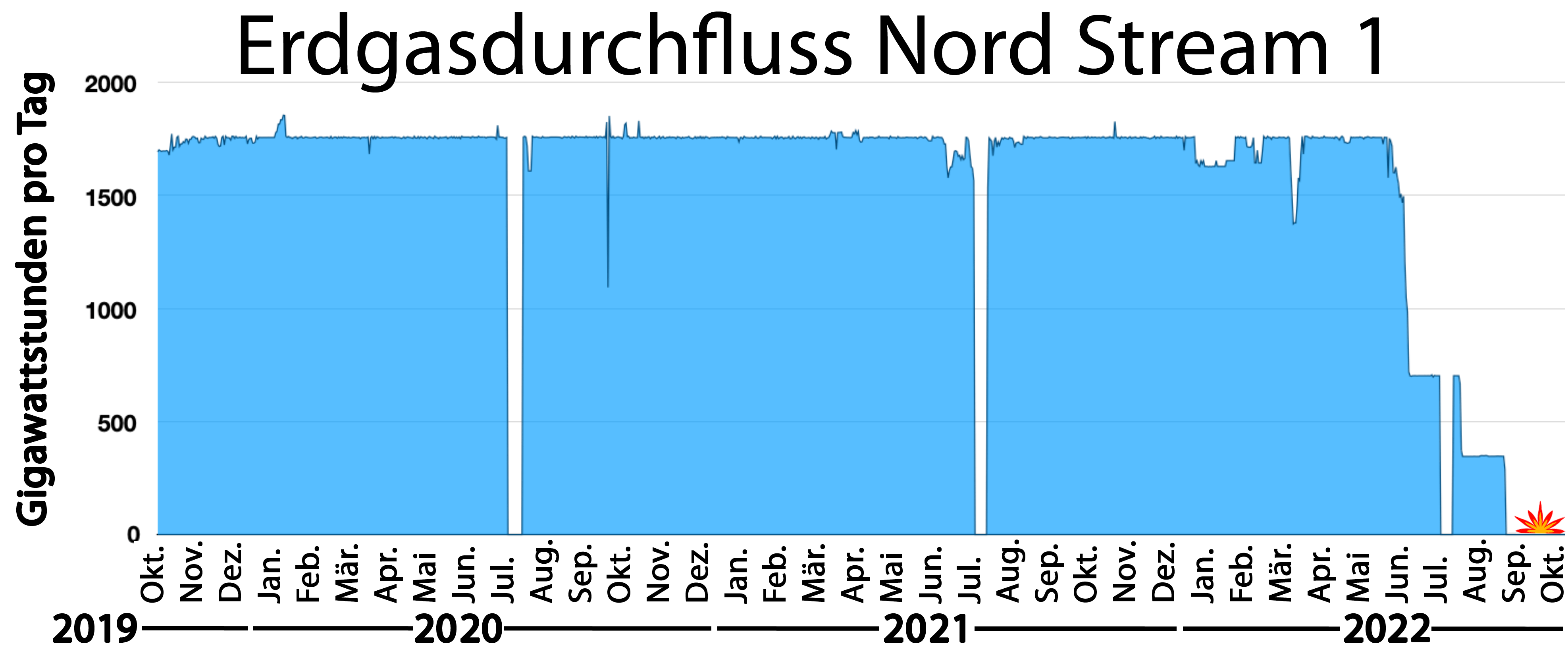
Zum Zeitpunkt des Anschlags hatte Gazprom die Erdgaslieferung beendet.

Zum Zeitpunkt der Explosionen waren beide Pipelines außer Betrieb. Einerseits hatte Bundeskanzler Olaf Scholz als Reaktion des russischen Überfalls auf die Ukraine im Februar 2022 die notwendige Genehmigung für Nord Stream 2 versagt. Andererseits hatte das russische Staatsunternehmen Gazprom die Gaslieferungen über Nord Stream 1 während des Sommers 2022 immer weiter reduziert und im August vertragswidrig vollständig eingestellt.
Der Lieferstopp führte zu Milliardenforderungen deutscher Energiekonzerne gegen Gazprom wegen des Lieferstops; nach der Zerstörung durch die Explosionen berief sich Gazprom auf „höhere Gewalt“, um weiteren Forderungen zu entgehen.
Angesichts der belasteten politischen Beziehungen zwischen Russland und der EU und des Ziels der baldigen Klimaneutralität wurde im öffentlichen Diskurs der Bundesrepublik bereits vor dem Anschlag in Frage gestellt, ob die beiden Erdgaspipelines jemals wieder genutzt werden würden. Am Tag vor den Explosionen eröffneten Polen und Norwegen die Baltic Pipe, mit der norwegisches Erdgas über dänisches Territorium nach Polen gepumpt wird. Für die Versorgung Europas ist sie eine Alternative zu Nord Stream 1 und 2.
Die Regierungen Schwedens, Dänemarks, Polens, Deutschlands sowie die EU-Kommission gehen von vorsätzlich herbeigeführten Explosionen aus, die zu der Zerstörung der Pipelines geführt haben. Als Folge kündigten etliche europäische Politiker an, gemeinsam mit Partnern und Verbündeten in NATO und EU künftig die Vorsorge und den Schutz vor Sabotage für kritische Infrastruktur zu verstärken. Der Nordatlantikrat erklärte dazu:

The damage to the Nord Stream 1 and Nord Stream 2 pipelines in international waters in the Baltic Sea is of deep concern. All currently available information indicates that this is the result of deliberate, reckless, and irresponsible acts of sabotage.

„Die Beschädigung der Pipelines Nord Stream 1 und Nord Stream 2 in internationalen Gewässern in der Ostsee ist sehr besorgniserregend. Alle gegenwärtig verfügbaren Informationen deuten darauf hin, dass sie das Resultat von absichtlichen, rücksichtslosen und unverantwortlichen Sabotageakten ist.“

## Folgen der Sprengung
Die Pipelines waren zum Zeitpunkt der Anschläge nicht in Betrieb, aber unter hohem Druck mit Erdgas gefüllt; im beschädigten Strang von Nord Stream 2 betrug der Druck zuvor 105 bar. Durch die Lecks traten in den ersten Tagen große Mengen Methangas aus, später drang durch sie Wasser in die Pipelines ein.

### Schiffs- und Flugverkehr
Für die Schifffahrt stellte das an die Wasseroberfläche aufsteigende Methan eine Gefahr dar, weil es die Dichte des Wassers und damit den Auftrieb der Schiffe verringert und sich zudem hätte entzünden können. Am 26. September erließ die dänische Schifffahrtsbehörde daher drei Befahrensverbote (nautical warnings) im Umkreis von 5 Seemeilen um die Lecks. Außerdem wurde der Flugverkehr unterhalb von 1000 m Höhe eingestellt. Die nördlichen Verbotszonen wurden am 29. September auf einen gemeinsamen Bereich mit 7 Seemeilen Radius zusammengeführt.

### Klimaerwärmung
Es bildete sich tagelang eine großräumige Methanwolke. Einer Schätzung des Integrated Carbon Observation System zufolge entsprach sie „den Methanemissionen eines ganzen Jahres in einer Stadt von der Größe von Paris oder einem Land wie Dänemark“. Der Leiter des International Methane Emissions Observatory (IMEO) des Umweltprogramms der Vereinten Nationen (UNEP) sagte: „Die Risse im Nord-Stream-Erdgaspipelinesystem unter der Ostsee haben zu der wahrscheinlich größten jemals aufgezeichneten Freisetzung von klimaschädlichem Methan geführt.“ Anders als etwa bei der Havarie von Ölplattformen bestand laut Experten keine akute Gefahr für die Umwelt, weil das hauptsächlich ausströmende Methan ungiftig ist und sich zum Teil im Wasser löst, jedoch tragen die freiwerdenden Treibhausgase weiter zur Erderwärmung bei.

### Funktionsfähigkeit
Da das in die Röhren eingedrungene Meerwasser deren Innenbeschichtung sehr schnell korrodieren lässt, wurde vermutet, dass die beschädigten Stränge nicht mehr verwendbar seien. Sehr wahrscheinlich wurden somit alle drei betroffenen Pipelinestränge irreparabel zerstört. Andere Einschätzungen hielten eine Reparatur auch des inneren Korrosionsschutzes für möglich, jedoch zeitaufwändig. Russlands Energieminister behauptete am 5. Oktober, dass die Pipeline Nord Stream 2 „nach vorläufiger Einschätzung in technisch geeignetem Zustand“ sei. Deren Reparatur und Inbetriebnahme sei aber schon aufgrund der gegen Russland verhängten Sanktionen infolge des Überfalls auf die Ukraine nicht möglich. Laut New York Times-Bericht vom 26. Dezember 2022 prüfte die Betreibergesellschaft Nord Stream AG Reparaturoptionen für Nord Stream 1. Die Kosten sollen mindestens 500 Millionen US-Dollar betragen.

## Ermittlungen
Nach dem Anschlag begannen die zuständigen schwedischen, dänischen und deutschen Ermittlungsbehörden wegen des Verdachts der vorsätzlichen Herbeiführung einer Sprengstoffexplosion und verfassungsfeindlicher Sabotage bzw. schwerer Sabotage zu ermitteln. Analysen der schwedischen Ermittler ergaben, dass Sabotage mittels Sprengstoff der Grund für die Lecks an den Pipelines war. Die Art des benutzten Sprengstoffs würde „eine sehr große Anzahl von Akteuren“ ausschließen, da der Anschlag höchstwahrscheinlich von einem staatlichen Akteur verursacht worden sei. Die Identität der Täter sei aber unklar. Ähnliche Einschätzungen hatte bereits das BKA Anfang Oktober 2022 geäußert. Fotos eines Tauchroboters der Umweltschutzorganisation Greenpeace stützten früh die Hypothese, dass die Sprengsätze von außen auf die Pipelines eingewirkt haben.
Im Oktober 2022 gab auch die Polizei in Kopenhagen bekannt, dass ihre Tatortuntersuchungen in Zusammenarbeit mit dem Politiets Efterretningstjeneste (PET) und den Dänischen Streitkräften ergeben haben, dass die Nord-Stream-Pipelines in der ausschließlichen Wirtschaftszone Dänemarks durch massive Explosionen beschädigt wurden. Die Behörden ermittelten am Tatort mit Unterstützung durch die Dänischen Streitkräfte. Im Februar 2024 erklärte die Polizei, dass sie ihre komplizierten und umfassenden Ermittlungen eingestellt habe. Es gebe keine Grundlage, um einen Gerichtsprozess anzustrengen.
Deutsche Behörden verfolgen seit Ende 2022 unter anderem Spuren von möglichen ukrainischen Tätern. Die Bundesanwaltschaft äußerte im März 2023 den Verdacht, dass auf der von einer polnischen Firma in Rostock gecharterten 15 m langen Bavaria C50 Segeljacht Andromeda Sprengstoff transportiert worden sei. Später wurde bekannt, dass Oktogen-Spuren, DNA-Spuren und Fingerabdrücke gefunden wurden. Anfang Juni 2024 erwirkte die Bundesanwaltschaft gegen einen ukrainischen Tauchlehrer einen europäischen Haftbefehl. Der in Polen wohnhafte Verdächtige habe sich im August 2024 dem Zugriff der polnischen Strafverfolgungsbehörden durch eine Ausreise in die Ukraine entzogen und bestreite, an dem Anschlag beteiligt gewesen zu sein. Zwei weitere ukrainische Tauchlehrer seien der Tatbeteiligung verdächtig, ohne dass bisher das Vorliegen eines Haftbefehls bekannt ist.
Im Februar 2024 stellten Schweden und Dänemark die Ermittlungen ein. Schweden übergab deutschen Behörden etwaige Beweismittel. Das nahm China am 26. April 2024 zum Anlass, die UN zur Einleitung einer internationalen Untersuchung der Explosionen aufzufordern, was die Bundesregierung mit der Begründung ablehnte, sie vertraue den Ermittlungen der Generalbundesanwaltschaft. Im Juli 2024 beantwortete die Bundesregierung eine Große Anfrage der AfD zum Anschlag auf die Nord-Stream-Pipelines. Sie lehnte eine Veröffentlichung von Zwischenergebnissen der Ermittlungen ab mit der Begründung, dass die Veröffentlichung „den Untersuchungszweck gefährden würde“.

### Russische Stellungnahmen
Der russische Staatspräsident Wladimir Putin bezeichnete den Anschlag im Oktober 2022 als „internationalen Terrorismus“. Im Februar 2023 forderte Russland im Sicherheitsrat der Vereinten Nationen eine unabhängige UN-Untersuchung des Vorfalls. Dabei berief sich Russland auf einen Blog des US-Journalisten Seymour Hersh, der eine amerikanisch-norwegische Urheberschaft nannte. Hershs Blog war wegen Ungereimtheiten und unbestätigter Quellenangaben umstritten. Der russische Resolutionsentwurf wurde nicht angenommen: Nur Russland, China und Brasilien stimmten dafür und die anderen zwölf Staaten enthielten sich.